# Culex laplantei
Culex laplantei är en tvåvingeart som först beskrevs av Hamon, Adam och Mouchet 1955.  Culex laplantei ingår i släktet Culex och familjen stickmyggor. Inga underarter finns listade i Catalogue of Life.